# 235
El año 235 (CCXXXV) fue un año común comenzado en jueves del calendario juliano, en vigor en aquella fecha.
En el Imperio romano el año fue nombrado como el del consulado de Severo y Quinciano o, menos comúnmente, como el 988 Ab urbe condita, siendo su denominación como 235 posterior, de la Edad Media, al establecerse el Anno Domini.

## Acontecimientos
- En el Imperio romano comienza el período de la Anarquía militar. Tradicionalmente se considera el último año del Alto Imperio.
- Tras el asesinato del emperador Alejandro Severo, Maximino el Tracio, de padre godo y madre alana, asciende al trono imperial; es el primer extranjero en acceder al cargo. Gobierna hasta 238, cuando es sucedido por Gordiano III tras una disputa entre otros aspirantes.[1]
- Se esculpe un sarcófago que representa la escena del Genio del Senado señalando a Gordiano III, obra de gran dramatismo, que muestra las facciones de terror de este joven emperador.[1]
- 21 de noviembre - Antero es elegido papa de la Iglesia católica por renuncia de su predecesor Ponciano.

## Fallecimientos
- 18/19 de marzo: Alejandro Severo, emperador romano.
- 19 de noviembre: Ponciano, papa de la Iglesia católica.